# David Bushnell
David Bushnell (Saybrook, Connecticut, 30 augustus 1740 - Warrenton, 1824) was een Amerikaans ingenieur en uitvinder van de Turtle onderzeeboot. Dit was de eerste militaire onderzeeër, die bij oorlogshandelingen werd ingezet.

## Levensloop
Bushnell was in zijn jeugd blijven werken op zijn vaders boerderij, waar hij bekendstond als een fervent boekenliefhebber. Op 27-jarige leeftijd overleed zijn vader, waarna David Bushnell zijn erfdeel verkocht om een college-opleiding te bekostigen. Zo kwam het dat hij pas op 31-jarige leeftijd, in 1771, begon met een technische studie aan de Yale-universiteit.
In die tijd werd Bushnell geïnspireerd om zijn technische expertise in te zetten voor de Amerikaanse Onafhankelijkheidsoorlog (1775-1783). Eerst bewees hij dat buskruit onder water tot ontploffing kon worden gebracht. Samen met een studiegenoot ontwikkelde hij een soort zeemijn, die hij de naam "torpedo" gaf.

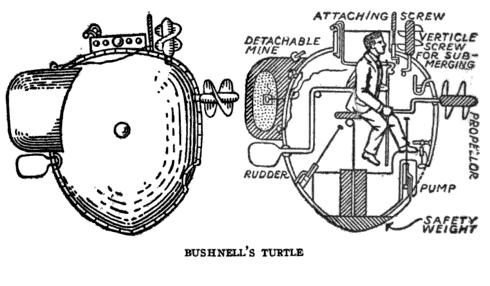
Schema van de Turtle onderzeeboot.

Ook ontwikkelde Bushnell een eenpersoons-onderzeeboot, die hij "Turtle" doopte. In zijaanzicht had deze de vorm van een walnoot. maar in het water leek het op een schildpad. In 1776 werd deze onderzeeër voor het eerst ingezet in de rivier de Hudson bij New York.
In de Onafhankelijkheidsoorlog klom hij op tot de rang van kapitein en gaf hij leiding aan een speciale technisch maritieme eenheid door generaal Washington ingesteld. In 1779 raakte hij nog in krijgsgevangenschap. 
In 1781 terug in dienst kreeg Bushell de rang van kapitein van het continentale leger, en nam deel aan de Slag bij Yorktown (1781). Dit was de enige keer, dat hij met zijn eenheid deelnam in de strijd.
Na de oorlog maakte hij een reis naar Frankrijk, en na zijn terugkeer vestigde hij zich in Saybrook in Connecticut waar hij als dokter werkzaam was. Na enkele jaren, in 1787, verdween hij uit Saybrook. Pas na zijn dood in 1826 werd duidelijk, dat hij naar Georgia was verhuisd waar hij zich had gevestigd als doctor en professor onder de naam David Bush.